# Scytale
Scytale es un personaje de la saga de novelas de ciencia ficción Dune, de Frank Herbert. Aparece en El Mesías de Dune, Herejes de Dune y Casa Capitular Dune.
En El Mesías de Dune es un danzarín rostro tleilaxu implicado en las conjuras contra el emperador Paul Atreides (Muad'Dib). En Herejes de Dune regresa como ghola maestro tleilaxu , uno de los nueve miembros del consejo de Waff. Finalmente, en Casa Capitular Dune es el último maestro tleilaxu, sobreviviente del ataque de las Honoradas Matres, refugiado-prisionero de la Hermandad Bene Gesserit.

## Referencia bibliográfica
- Frank Herbert, El Mesías de Dune. Ediciones Debolsillo: Barcelona, 2003. ISBN 978-84-9759-667-1
- Frank Herbert, Herejes de Dune. Ediciones Debolsillo: Barcelona, 2003. ISBN 978-84-9759-731-9
- Frank Herbert, Casa Capitular Dune. Ediciones Debolsillo: Barcelona, 2003. ISBN 9788497597708